# 인슈어테크
인슈어테크(InsurTech)란 인공지능(AI), 블록체인, 핀테크 등의  IT기술을 보험산업에 적용한 개념이다. 영어의 Insurance(보험)와 Technology(기술)의 합성어이다.